# Python natalensis
Espèce
Synonymes
- Python sebae natalensis Smith, 1840
- Heleionomus variegatus Gray, 1842
- Python saxuloides Miller & Smith, 1979

Statut de conservation UICN

LC : Préoccupation mineure
Statut CITES
Python natalensis est une espèce de serpents de la famille des Pythonidae.

## Répartition
Cette espèce se rencontre au Botswana, dans le sud de l'Angola, dans l'est de la République démocratique du Congo, en Zambie, au Burundi, en Tanzanie, au Kenya, dans le nord de la Namibie, en Afrique du Sud, au Mozambique et au Zimbabwe.
Elle a été introduite en Floride aux États-Unis.

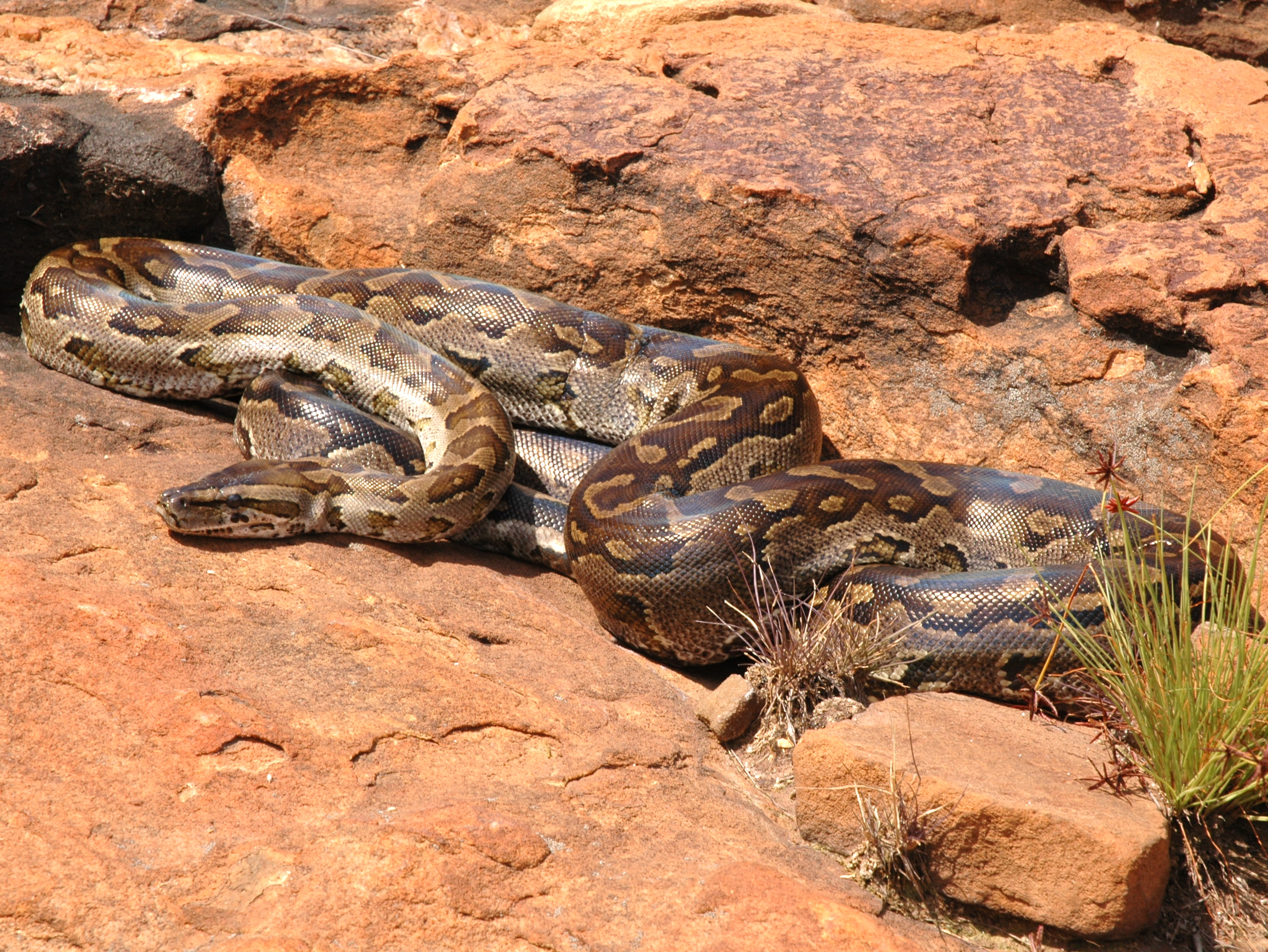

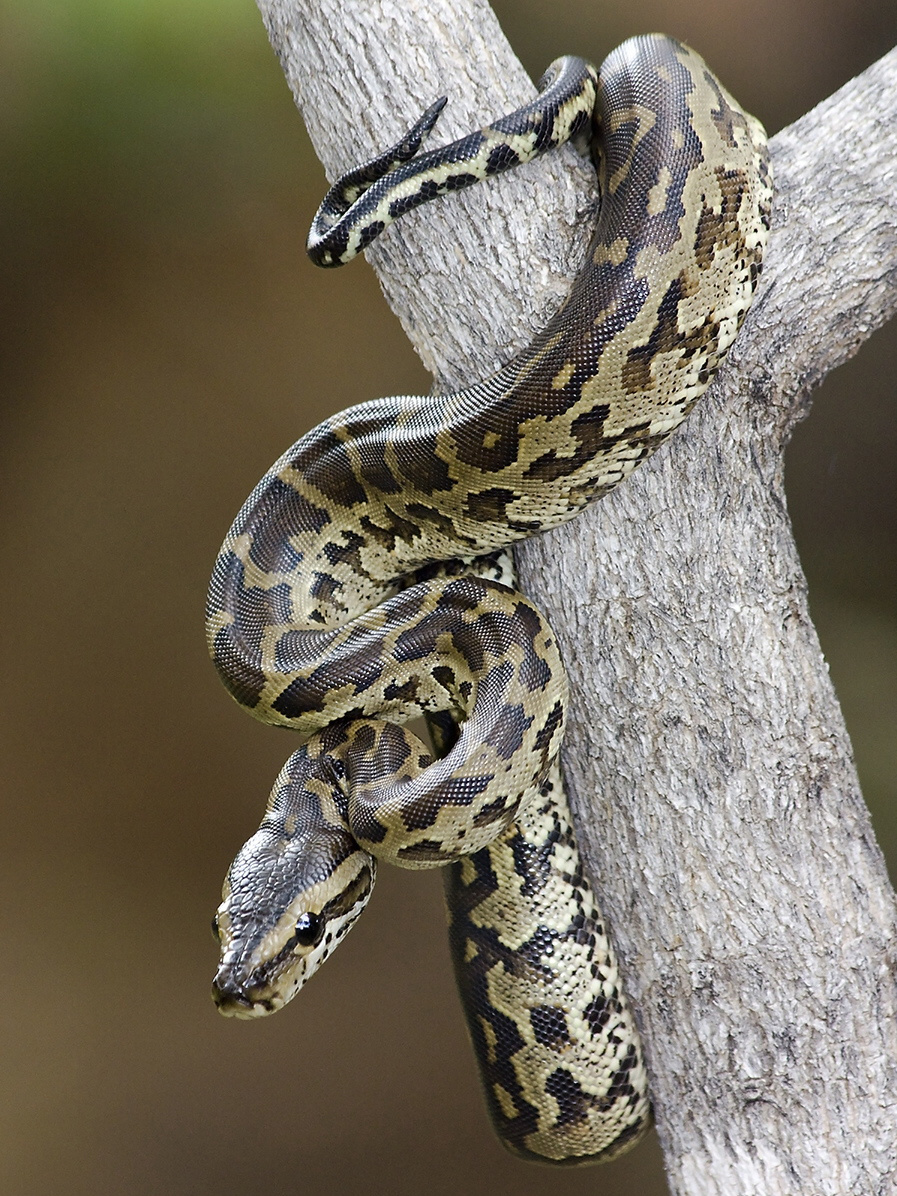

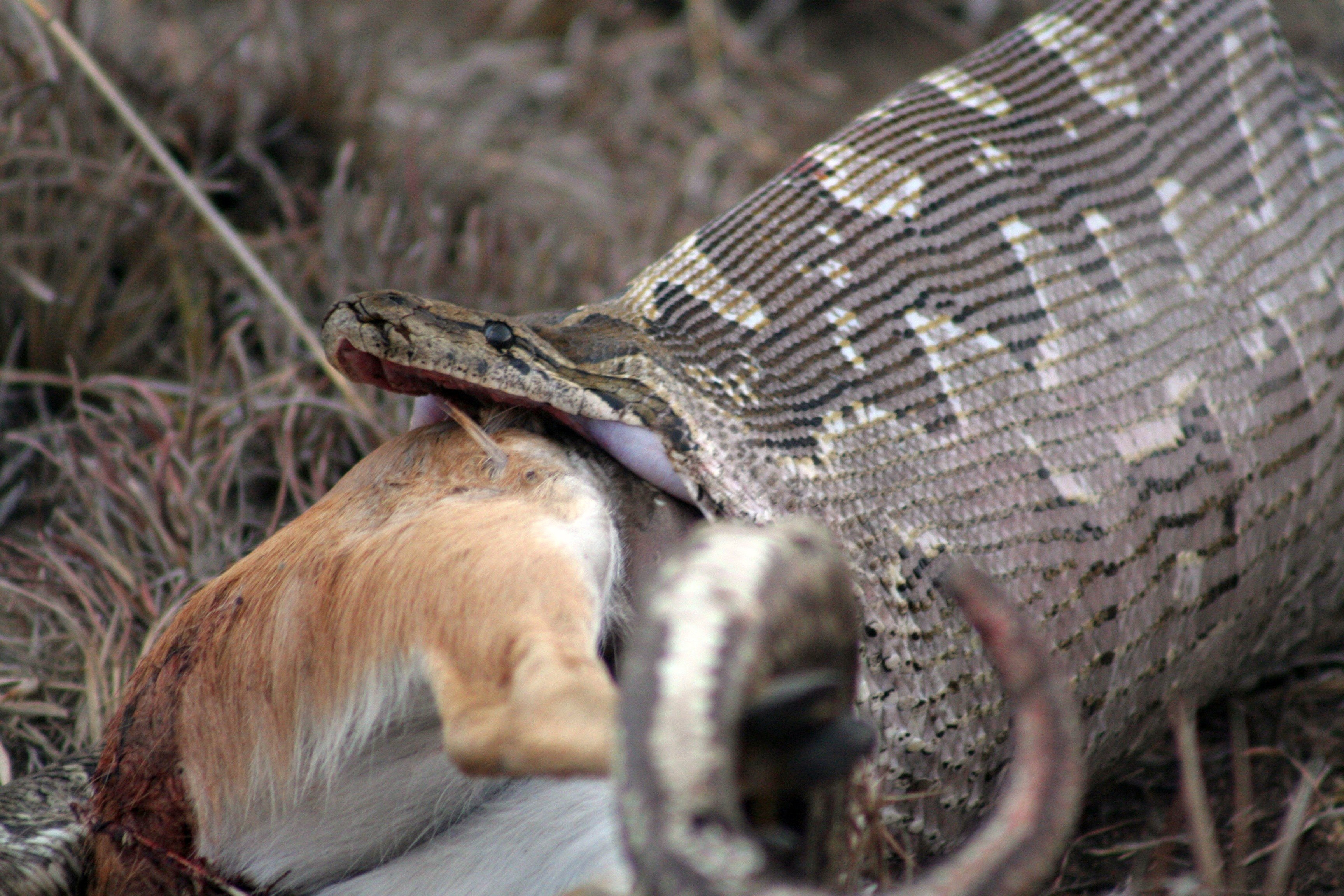

## Description
C'est un serpent constricteur ovipare.
Le spécimen adulte mesure en moyenne 4,8 m et pèse environ 50 kg.

## Étymologie
Son nom d'espèce, composé de natal et du suffixe latin -ensis, « qui vit dans, qui habite », lui a été donné en référence au lieu de sa découverte, la ville de Durban en Afrique du Sud, anciennement nommée Port-Natal.

## Publication originale
- Smith, 1840 : Illustrations of the Zoology of South Africa, consisting chiefly of Figures and Descriptions of the Objects of Natural History collected during an Expedition into the Interior of South Africa, in the years 1834, 1835, and 1836. Reptilia, Smith, Elder, and Co., London.